# Oicatá
Oicatá è un comune della Colombia facente parte del dipartimento di Boyacá.
Il centro abitato venne fondato da Pedro Ruiz Corredor nel 1539.